# Волен, Илия
Илия Волен (творческий псевдоним Марина Христова Стаменова) (болг. Илия Волен;
13 октября 1905, Иглен, Княжество Болгария — 16 августа 1982, София) — болгарский писатель
, драматург, журналист, редактор. Народный деятель искусств Болгарии (1975). Лауреат Димитровской премии (1966).

## Биография
В 1927 году окончил духовную семинарию в Софии . В 1927—1929 годах изучал славянскую филологию в Софийском университете. Работал в синоде Болгарской православной церкви.
Занимался журналистикой с 1934 года. Был редактором журнала «Детско знамени». 1941—1943 гг. редактировал детский журнал «Орле» . В 1930-е годы сотрудничал с журналом " Златорог ", где опубликовал свои рассказы. В 1936—1951 годах работал библиотекарем Национального театра Ивана Вазова.
С 1951 года — редактор издательства «Български писател». Член Союза болгарских писателей, с 1962 по 1966 год — заместитель председателя союза. Тогда же был заместителем главного редактора, а в 1970—1971 годах — редактором журнала «Септември».
Умер в Софии и похоронен на Центральном кладбище.

## Награды
- Орден Народной Республики Болгария 1 степени (дважды 1965, 1975)
- Димитровская премия (1966)
- Народный деятель искусств Болгарии (1975)
- литературная премия «Елин Пелин» (1976)
- Национальная литературная премия «Йордан Йовков» (1980)

## Избранные произведения
Автор книг на социальные, анималистические, любовные и автобиографические темы.
- «Черни угари» (1928)
- «Кръстци» (1931)
- «Радост в къщи» (1942, 1955)
- «Диви души» (1945)
- «Йов» (1964)
- «Избрани произведения в два тома» (1965)
- «На село през войната» (1967)
- «Шегите на дядо» (1970)
- «Търсене на истината. Мисли, бележки, есета» (1973)
- «Съчинения в два тома» (1975)
- «Денят кратък — нощта дълга» (1982, 1984)[3]
- «Горещо утро. Повести» (1998)
- «Вникване. Есета, бележки, размисли» (2005)
- «Черни угари. Поредица Българска класика» (2005).